# Олевська міська рада
Оле́вська міська́ ра́да (до 1926 року — Олевська сільська рада, у 1926—2003 роках — Олевська селищна рада) — орган місцевого самоврядування Олевської міської територіальної громади Коростенського району Житомирської області. Розміщення — місто Олевськ.

## Склад ради

### VIII скликання
Рада складається з 26 депутатів та голови.
25 жовтня 2020 року, на чергових місцевих виборах, було обрано 26 депутатів, з них (за суб'єктами висування): «Слуга народу» та «Наш край» — по 7, «Країна» — 5, Радикальна партія Олега Ляшка — 4 та Всеукраїнське об'єднання «Батьківщина» — 3.
Головою громади обрали позапартійного висуванця «Слуги народу» Сергія Лисицького, зубного лікаря приватної клініки.

### Перший склад ради громади (2017р.)
Рада складалась з 34 депутатів та голови.
Перші вибори депутатів ради та голови громади відбулись 18 грудня 2016 року. Було обрано 34 депутати ради, з них (за суб'єктами висування): БПП «Солідарність» — 7, Радикальна партія Олега Ляшка — 6, «Наш край» та Всеукраїнське об'єднання «Батьківщина» — по 5, Українська народна партія, Громадський рух «Народний контроль» та Опозиційний блок — по 3 мандати, «Народний фронт» — 2 депутати.
Головою громади обрали позапартійного самовисуванця Олега Омельчука, тодішнього Олевського міського голову.

### VI скликання
За результатами місцевих виборів 2010 року депутатами ради стали:

#### За суб'єктами висування
| Суб'єкт висування                                       | Кількість обраних депутатів | %    |
| ------------------------------------------------------- | --------------------------- | ---- |
| Партія регіонів                                         | 12                          | 37,5 |
| Політична партія Всеукраїнське об'єднання «Свобода»     | 4                           | 12,5 |
| Політична партія «Сильна Україна»                       | 4                           | 12,5 |
| Комуністична партія України                             | 3                           | 9,4  |
| Народно-демократична партія (НДП)                       | 3                           | 9,4  |
| Політична партія Всеукраїнське об'єднання «Батьківщина» | 2                           | 6,3  |
| Народна партія                                          | 1                           | 3,1  |
| Політична партія «Фронт Змін»                           | 1                           | 3,1  |
| Соціал-демократична партія України                      | 1                           | 3,1  |
| Соціалістична партія України                            | 1                           | 3,1  |

#### За округами
| № округу                                                | Прізвище, ім'я, по батькові        | Дата визнання обраним | Освіта  | Партійна приналежність                        | Відомості про обраного депутата                                       |
| ------------------------------------------------------- | ---------------------------------- | --------------------- | ------- | --------------------------------------------- | --------------------------------------------------------------------- |
| Комуністична партія України                             |                                    |                       |         |                                               |                                                                       |
| б/м                                                     | Талах Володимир Адамович           | 05.11.2010            | середня | член Комуністичної партії України             | пенсіонер                                                             |
| б/м                                                     | Дубровець Дмитро Іванович          | 05.11.2010            | вища    | член Комуністичної партії України             | Олевська загальноосвітня школа № 3, вчитель                           |
| 3                                                       | Білинець Наталія Іванівна          | 05.11.2010            | вища    | позапартійна                                  | пенсіонер                                                             |
| Народна Партія                                          |                                    |                       |         |                                               |                                                                       |
| 14                                                      | Рудницький Владислав Леонтійович   | 05.11.2010            | вища    | член Народної партії                          | ДП «Олевське лісове господарство», головний інженер                   |
| Народно-демократична партія (НДП)                       |                                    |                       |         |                                               |                                                                       |
| б/м                                                     | Заруба Тамара Валентинівна         | 05.11.2010            | вища    | позапартійна                                  | Олевська міська рада, секретар                                        |
| 4                                                       | Ніколайчук Олександр Володимирович | 05.11.2010            | середня | позапартійний                                 | тимчасово не працює                                                   |
| 12                                                      | Сай Любов Олександрівна            | 05.11.2010            | вища    | позапартійна                                  | Олевська міська рада, спеціаліст                                      |
| Партія регіонів                                         |                                    |                       |         |                                               |                                                                       |
| б/м                                                     | Кручко Ганна Юзиківна              | 05.11.2010            | вища    | член Партії регіонів                          | Олевська районна споживча спілка, начальник відділу економіки         |
| б/м                                                     | Харченко Андрій Миколайович        | 05.11.2010            | вища    | член Партії регіонів                          | фізична особа-підприємець                                             |
| б/м                                                     | Русин Юрій Григорович              | 05.11.2010            | вища    | член Партії регіонів                          | Олевська загальноосвітня школа № 3, вчитель                           |
| б/м                                                     | Грабовський Валерій Михайлович     | 05.11.2010            | вища    | член Партії регіонів                          | фізична особа-підприємець                                             |
| б/м                                                     | Гаврилюк Володимир Григорович      | 05.11.2010            | вища    | член Партії регіонів                          | фізична особа-підприємець                                             |
| б/м                                                     | Гаврилюк Віктор Григорович         | 06.11.2010            | вища    | член Партії регіонів                          | Олевський МНВК, заступник директора                                   |
| 1                                                       | Мороз Ніна Миколаївна              | 05.11.2010            | вища    | член Партії регіонів                          | Відділ освіти, начальник відділу центрального забезпечення            |
| 5                                                       | Доценко Галина Михайлівна          | 05.11.2010            | вища    | член Партії регіонів                          | Олевська ЦРЛ, заступник головного лікаря                              |
| 8                                                       | Дудко Жанна Дмитрівна              | 05.11.2010            | вища    | член Партії регіонів                          | Олевська ЦРЛ, лікар                                                   |
| 11                                                      | Жиркеєв Георгій Володимирович      | 05.11.2010            | вища    | член Партії регіонів                          | ФОП «Жиркеєв», підприємець                                            |
| 13                                                      | Луковська Наталія Миколаївна       | 05.11.2010            | вища    | член Партії регіонів                          | Олевський відділ освіти, головний бухгалтер                           |
| 15                                                      | Бабич Раїса Федорівна              | 05.11.2010            | вища    | член Партії регіонів                          | Олевська загальноосвітня школа № 3, директор                          |
| Політична партія Всеукраїнське об'єднання «Батьківщина» |                                    |                       |         |                                               |                                                                       |
| б/м                                                     | Колбасюк Василь Васильович         | 05.11.2010            | вища    | член Всеукраїнського об'єднання «Батьківщина» | Олевська районна державна адміністрація, начальник відділу ЖКГ        |
| б/м                                                     | Мурзіна Лілія Олександрівна        | 05.11.2010            | вища    | член Всеукраїнського об'єднання «Батьківщина» | тимчасово не працює                                                   |
| Політична партія Всеукраїнське об'єднання «Свобода»     |                                    |                       |         |                                               |                                                                       |
| б/м                                                     | Шепетько Петро Гаврилович          | 05.11.2010            | вища    | член Всеукраїнського об'єднання «Свобода»     | ФОП «Шепетько»                                                        |
| б/м                                                     | Цвєткова Ніна Михайлівна           | 05.11.2010            | середня | член Всеукраїнського об'єднання «Свобода»     | ФОП «Цвєткова»                                                        |
| 7                                                       | Коц Віктор Васильович              | 05.11.2010            | вища    | член Всеукраїнського об'єднання «Свобода»     | ТОВ «КІБ», директор                                                   |
| 9                                                       | Давиденко Ігор Васильович          | 05.11.2010            | вища    | член Всеукраїнського об'єднання «Свобода»     | ФОП «Давиденко», підприємець                                          |
| Політична партія «Сильна Україна»                       |                                    |                       |         |                                               |                                                                       |
| б/м                                                     | Ковальчук Олег Борисович           | 05.11.2010            | вища    | член Політичної партії «Сильна Україна»       | ПАТ КБ «ПриватБанк», директор                                         |
| б/м                                                     | Євдокимов Сергій Михайлович        | 05.11.2010            | вища    | член Політичної партії «Сильна Україна»       | приватний нотаріус                                                    |
| 2                                                       | Марчак Андрій Степанович           | 05.11.2010            | вища    | позапартійний                                 | Олевська ЦРЛ, лікар                                                   |
| 16                                                      | Єгоров Сергій Олександрович        | 05.11.2010            | вища    | позапартійний                                 | адвокат                                                               |
| Політична партія «Фронт Змін»                           |                                    |                       |         |                                               |                                                                       |
| б/м                                                     | Ковальчук Олена Василівна          | 05.11.2010            | вища    | член Політичної партії «Фронт Змін»           | Олевське відділення ПАТ «Райффайзен банк Аваль», начальник відділення |
| Соціал-демократична партія України                      |                                    |                       |         |                                               |                                                                       |
| 6                                                       | Панченко Олексій Анатолійович      | 05.11.2010            | вища    | позапартійний                                 | Оп «Теплових мереж», директор                                         |
| Соціалістична партія України                            |                                    |                       |         |                                               |                                                                       |
| 10                                                      | Шевчук Наталія Миколаївна          | 05.11.2010            | вища    | позапартійна                                  | Олевський РАГС, директор                                              |

### Керівний склад попередніх скликань
| Прізвище, ім'я, по батькові | Основні відомості                                                              | Суб'єкт висування | Дата обрання | Дата звільнення |
| --------------------------- | ------------------------------------------------------------------------------ | ----------------- | ------------ | --------------- |
| Повар Анатолій Васильович   | Міський голова, 1958 року народження, освіта незакінчена вища, безпартійний    |                   | 26.03.2006   | 31.10.2010      |
| Повар Анатолій Васильович   | Міський голова, 1958 року народження, освіта незакінчена вища, безпартійний    |                   | 31.10.2010   | 25.10.2015      |
| Омельчук Олег Васильович    | Міський голова, 1969 року народження, освіта професійно-технічна, безпартійний | самовисування     | 18.12.2016   | 25.10.2020      |
| Лисицький Сергій Іванович   | Міський голова, 1973 року народження, освіта вища, безпартійний                | «Слуга народу»    | 25.10.2020   |                 |

Примітка: таблиця складена за даними сайту Верховної Ради України

## Історія
Раду було утворено в 1923 році, як сільську, в складі містечка Олевськ та хуторів Лещенець і Чиста Лужа Олевської волості Коростенського повіту Волинської губернії. 7 березня 1923 року увійшла до складу новоствореного Олевського району Коростенської округи. 12 січня 1924 року до складу ради було включено села Барбарівка, Рудня-Бистра та х. Сновидовицький ліквідованої Варварівської сільської ради.
24 лютого 1926 року раду було реорганізовано до рівня селищної. 17 грудня 1926 року на обліку значились с. Радоробель та хутори Вершина, Камено-Лужа, Мостище, Мудрич, Радоробель, Сновидовицький тартак та залізничний роз'їзд Сновидовицький.
Станом на 1 вересня 1946 року селищна рада входила до складу Олевського району Житомирської області, до складу ради входили смт Олевськ, с. Радоробель та х. Чиста Лужа.
До складу Тепеницької сільської ради було передано 2 вересня 1954 року с. Радоробель та 5 березня 1959 року — с. Чиста Лужа.
Станом на 1 січня 1972 року селищна рада входила до складу Олевського району Житомирської області, на обліку в раді перебувало смт Олевськ. 
22 травня 2003 року адміністративний центр ради було віднесено до категорії міст районного значення, відповідно селищна рада отримала статус міської.
До 17 січня 2017 року — адміністративно-територіальна одиниця в Олевському районі Житомирської області з підпорядкуванням міста Олевськ, територією 10,48 км², населенням — 10 229 осіб (станом на 1 січня 2011 року).

### Населення
Кількість населення ради, станом на 1923 рік, становила 3 141 особу, кількість дворів — 307.
Кількість населення ради, станом на 1931 рік, складала 2 971 особу.
Відповідно до результатів перепису населення СРСР, кількість населення ради, станом на 12 січня 1989 року, становила 11 835 осіб.
Станом на 5 грудня 2001 року, відповідно до перепису населення України, кількість мешканців селищної ради становила 10 851 особу.